# Sint Amorsplein
Het Sint Amorsplein (Maastrichts: Moosmerret) is een plein in het centrum van de Nederlandse stad Maastricht. Het intieme, driehoekige plein ligt in het voetgangersgebied van Maastricht tussen de Sint Servaasbrug en het Vrijthof. Aan het plein zijn vooral cafés en winkels gevestigd. In de zomer is het plein gevuld met terrassen.

## Geschiedenis
Het Sint Amorsplein is genoemd naar de Sint-Amorskapel, die hier tot het midden van de 17e eeuw lag. Deze kapel was volgens de middeleeuwse overlevering gebouwd op het graf van de heilige Amor van Aquitanië, een priester of diaken uit Aquitanië, die rond het jaar 700 in een klooster in het naburige Munsterbilzen woonde en te Maastricht overleed, terwijl hij als pelgrim het graf van Sint-Servaas bezocht. Volgens een andere overlevering woonde hij op het Sint Amorsplein in een kluis. Rond 850 werd zijn lichaam opgegraven en overgebracht naar de Abdij van Munsterbilzen. Op zijn graf te Maastricht verrees een kapel met een torentje. Deze (of een opvolger daarvan) werd in 1157 ingewijd. De Sint-Amorskapel was een van de dertien kerspel- of wijkkapellen van Maastricht, die in de middeleeuwen een deel van de taken van de vier parochiekerken overgenomen hadden. De Sint-Amorskapel was onderhorig aan het kapittel van Sint-Servaas en ook de abdis van Munsterbilzen behield er een zekere zeggenschap.
Na het Beleg van Maastricht (1632) en de overname van een aantal kerken door de protestanten, kregen de meeste wijkkapellen een andere bestemming. De Sint-Amorskapel was een tijdlang munitieopslagplaats voor het garnizoen, totdat ze in 1653 wegens bouwvalligheid werd afgebroken. Na de sloop werd het terrein geplaveid en in gebruik genomen als groentenmarkt. Het plein werd daarna ook wel aangeduid als Moesmarkt.
Het monument met het beeld van Sint-Amor werd op 8 oktober 1951 onthuld. Het was daar geplaatst als onderdeel van een actie van het comité Devotie langs de weg om een bidweg te creëren tussen het Onze-Lieve-Vrouweplein en het Vrijthof. Hiertoe werden vanaf 1947 verschillende Mariakapelletjes opgericht, onder andere in de Cortenstraat, de Kapoenstraat, de Lenculenstraat, de Bouillonstraat, de Bredestraat en op de hoek van het Onze Lieve Vrouweplein.
Het Sint Amorsplein was tussen 1959 en 1970 het middelpunt van het buurtfeest Petit Paris, dat elke zomer rond de 14e juli, de Franse nationale feestdag, 10 dagen lang op het plein en de aangrenzende straten plaatsvond. Op het tot Place d’Amour omgedoopte Sint Amorsplein verrezen replica's van de Moulin Rouge en de Eiffeltoren, terwijl Franse reclamezuilen en vlaggen de buurt een Montmartre-achtige uitstraling gaven. Er werd Frans gesproken, stokbroden gegeten, wijn gedronken en er waren straatartiesten, karikaturisten, gendarmes en clochards aanwezig. Een vaste gast was de Luikse zanger en clown Emile Lambert. In recente jaren is getracht het buurtfeest nieuw leven in te blazen, tot nu toe zonder resultaat.

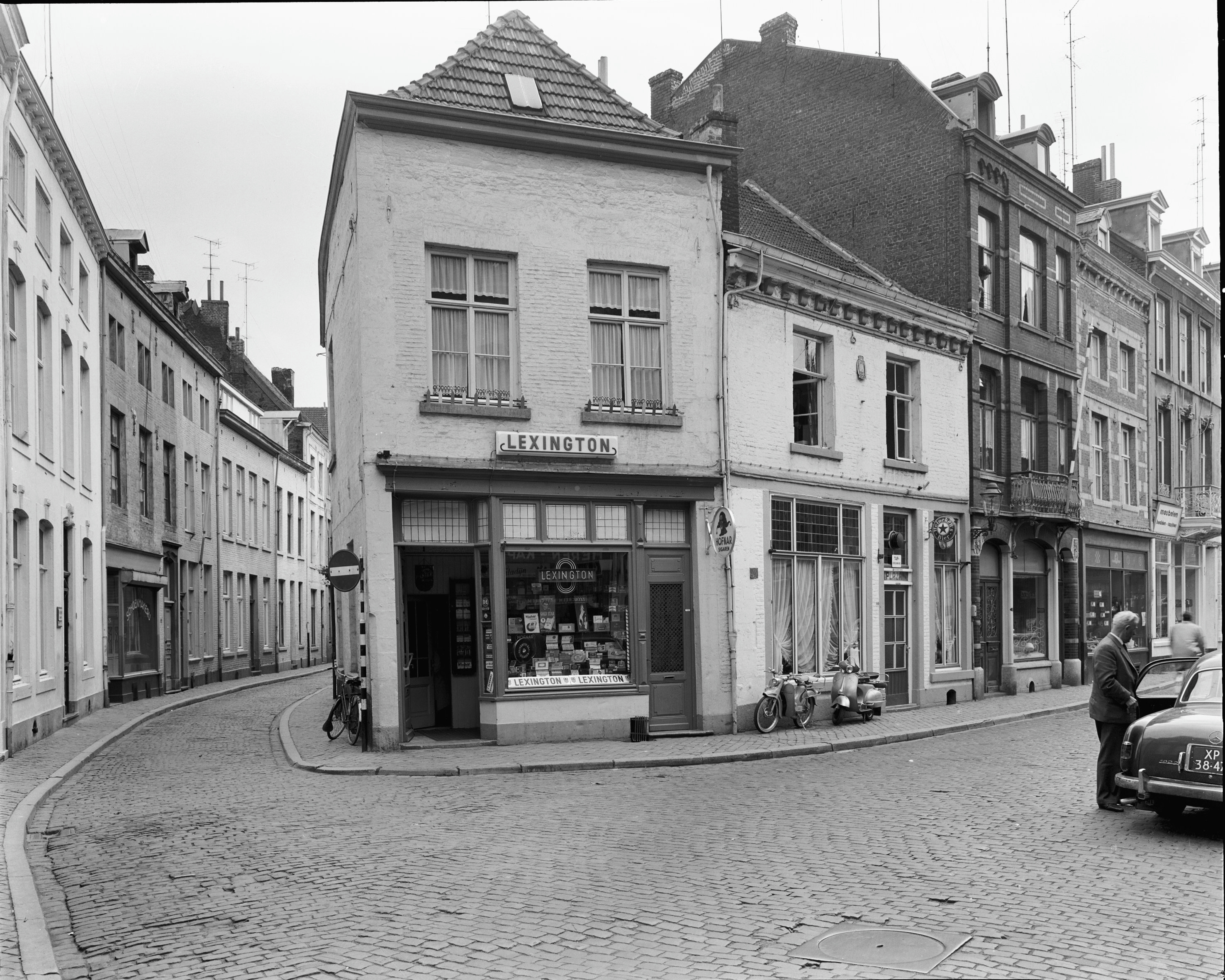
Hoek Heggenstraat, 1962
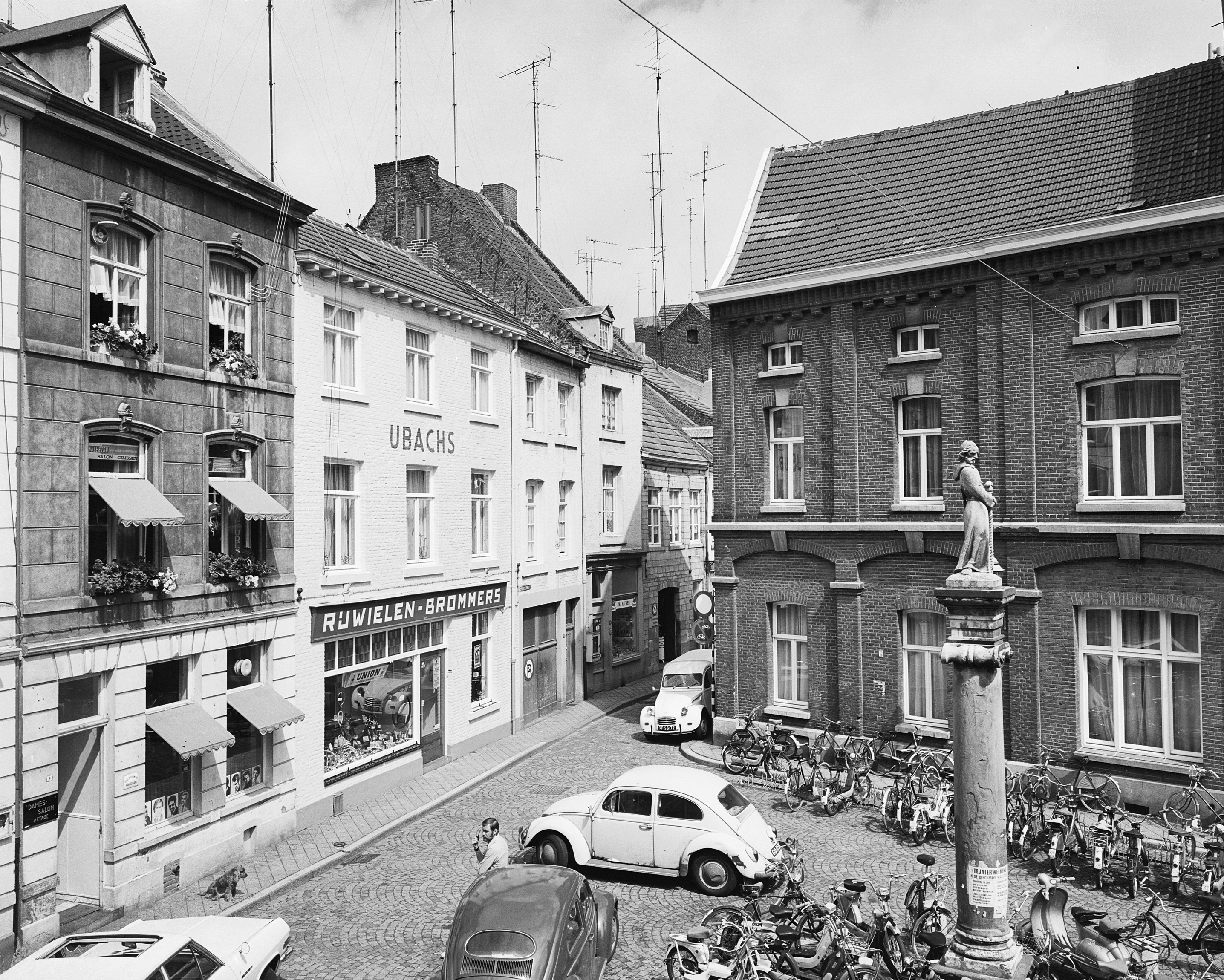
Hoek Sporenstraat, 1970
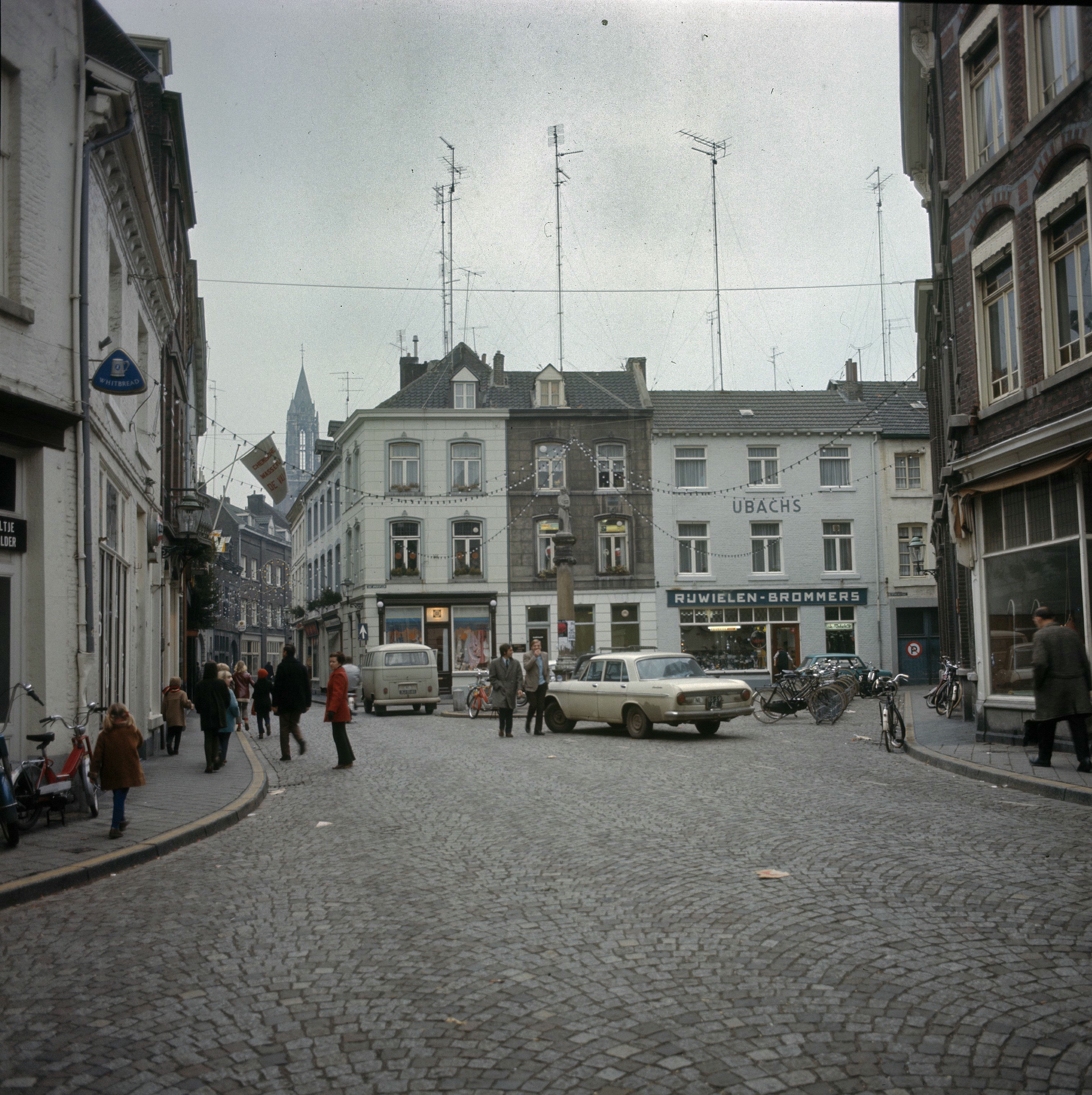
Sint Amorsplein, ca. 1970
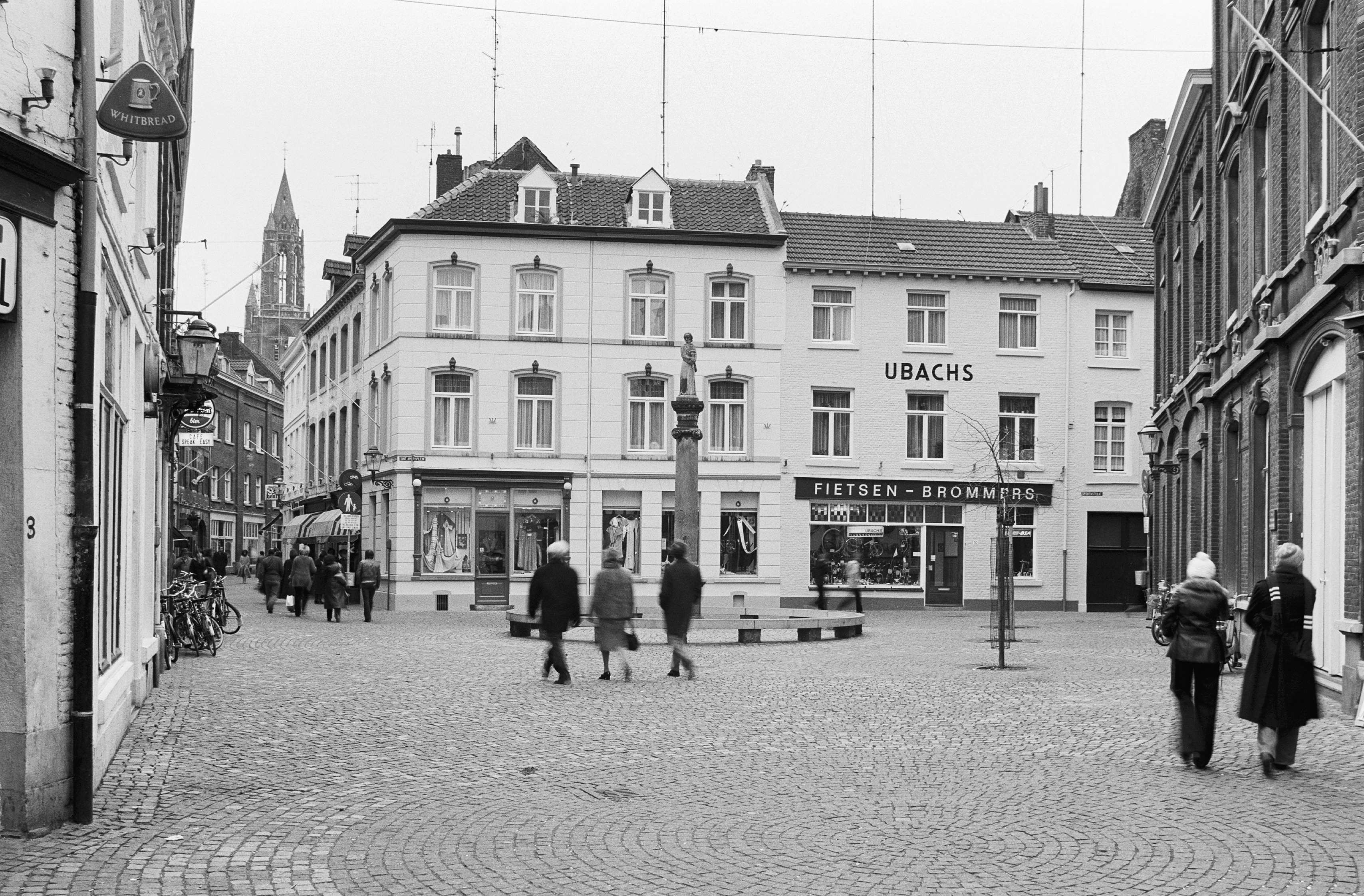
Sint Amorsplein, 1978

## Architectuur en bezienswaardigheden

### Rijksmonumenten, moderne architectuur
Op het Sint Amorsplein bevinden zich negen rijksmonumenten. Op nummer 1, op de hoek met de Heggenstraat, staat een groot pand, waarvan de gevel aan de kant van het plein ingrijpend is gerestaureerd en een groot aantal muurankers bezit. Aan de kant van de Heggenstraat is de gevel met hardstenen kozijnen nog min of meer onaangetast. Sint Amorsplein 4 en 6 zijn huizen met 17e-eeuwse gevels in de stijl van de Maaslandse renaissance, eindigend in een hoofdgestel met consoles. De lijstgevels van Sint Amorsplein 16 en 17 zijn iets later gebouwd (eind 17e eeuw) en geheel uitgevoerd in Naamse steen, maar met eenzelfde hoofdgestel met consoles.
De winkel op Sint Amorsplein 14 werd in 1986 ontworpen door de architect Wiel Arets. De winkelpui is opgebouwd uit grote platen cortenstaal, waarin de hoge winkeldeur en de lage etalage zijn uitgespaard. In het interieur ontwierp Arets een hoge vide en een ranke spiltrap.

### Kunst in de openbare ruimte
Het beeld van de heilige Amor van Aquitanië op het Sint Amorsplein is een ontwerp van Charles Vos. Het zandstenen beeld is ongeveer 140 cm hoog en geplaatst op een 250 cm hoge stenen zuil met basement en Ionisch kapiteel, die afkomstig is van het in de 19e eeuw afgebroken oksaal van de Onze-Lieve-Vrouwebasiliek. De vrij korte zuil heeft men enigszins trachten te verlengen door er een vrij 95 cm hoog voetstuk in de vorm van een massief blok aan toe te voegen. Op het basement is een chronogram aangebracht. De plaatsing van de zuil met beeld was een initiatief van het comité 'Devotie langs de weg'. De onthulling vond plaats op 8 oktober 1951. De zuil was oorspronkelijk omgeven door enkele hardstenen schamppaaltjes. Bij de herinrichting van dit deel van de binnenstad in 1976 werden deze vervangen door ronde, eikenhouten zitbanken. Later werden die weer vervangen door de huidige hardstenen afrastering, die eveneens dienstdoet als zitbank.

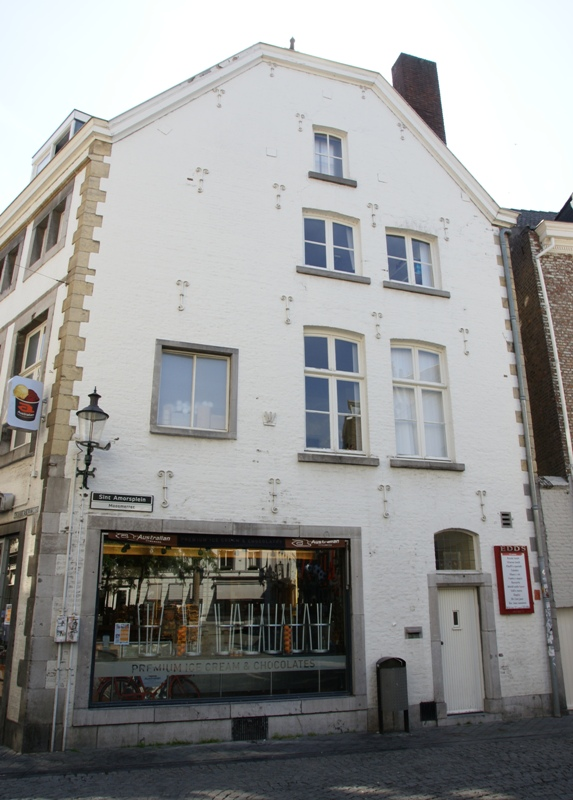
Sint Amorsplein 1
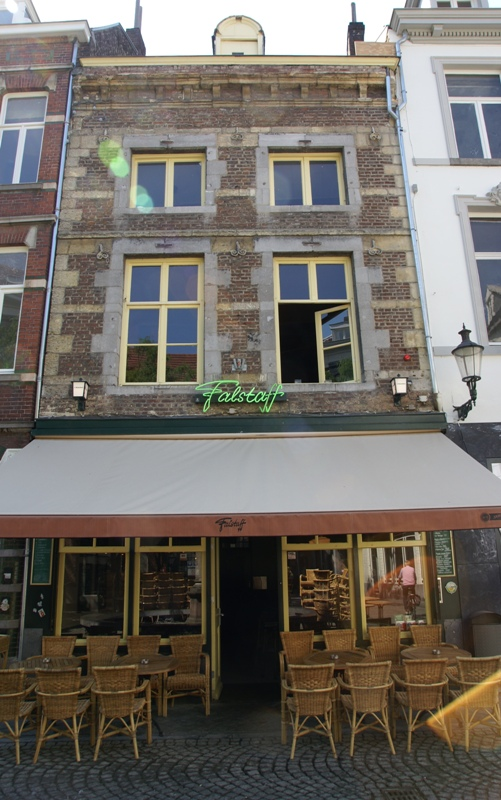
Sint Amorsplein 6
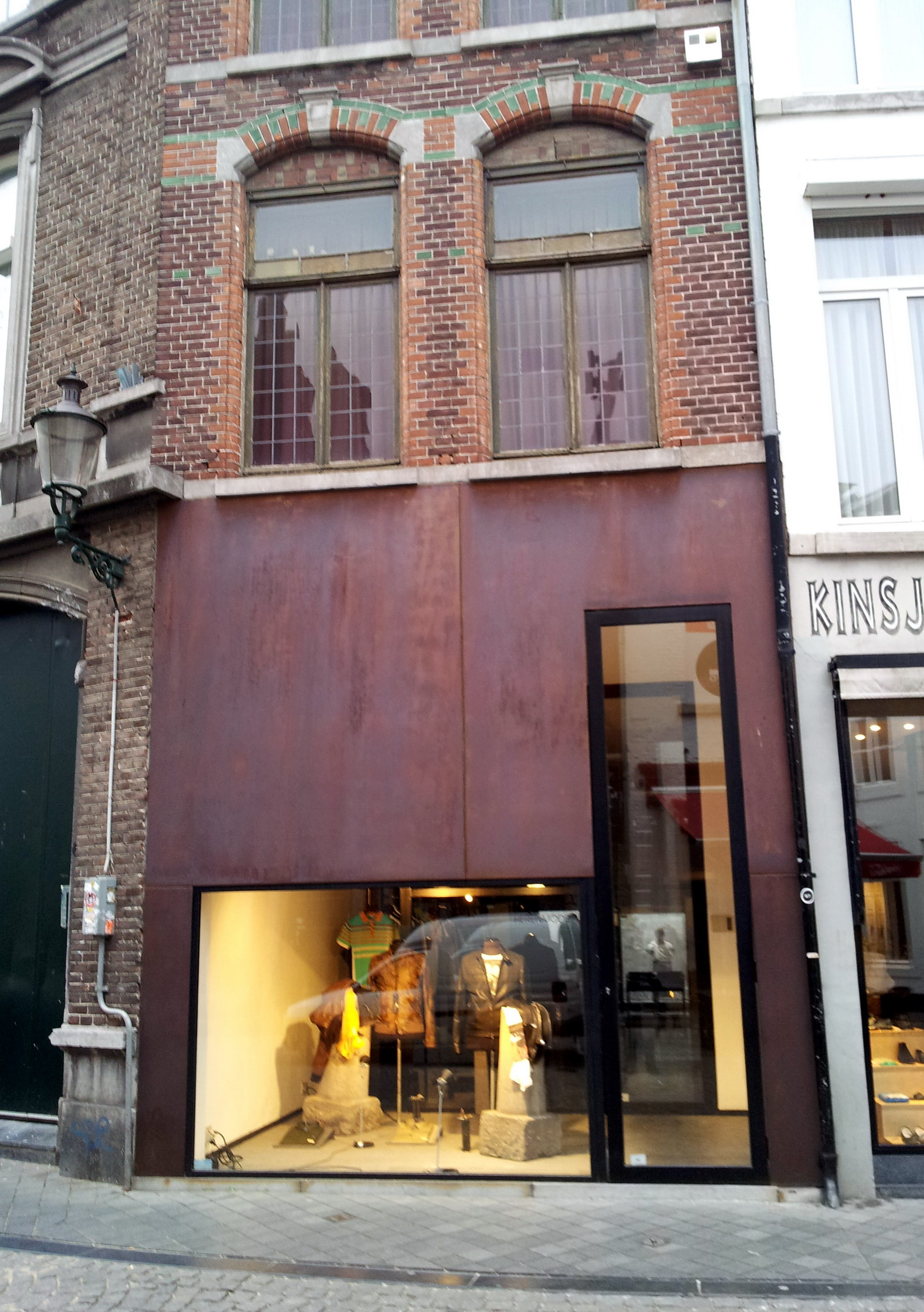
Sint Amorsplein 14
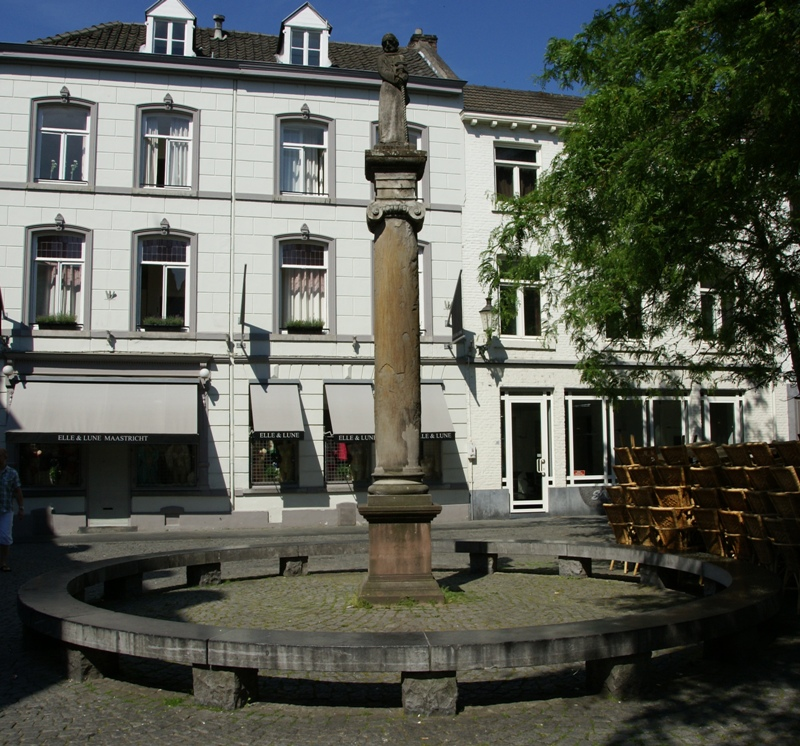
Zuil met Sint-Amor

## Trivia
- Na de buitengebruikstelling van de Sint-Amorskapel in 1632 eiste de abdis van Munsterbilzen de twee luidklokken terug, die in de toren hingen. Deze waren geschonken door de burgers van Maastricht. Een van de klokken werd elders gebruikt, maar het stadsbestuur beloofde dat het klokje zou terugkeren zodra de kapel weer in gebruik werd genomen.[7]
- Een van de bekendste figuren bij het feest Petit Paris was Giel Hameleers, bijgenaamd 'de Piele'.[noot 2] De Piele nam tijdens het buurtfeest de rol op zich van 'commissaire Le Pilain', een corrupte politiecommissaris die 'criminelen' opsloot in zijn zelfgebouwd cachot, maar met toffees omgekocht kon worden. Het zorgde voor hilarische, spontane scènes op straat, waarbij het voor buitenstaanders soms niet helemaal duidelijk was waar spel en werkelijkheid in elkaar overgingen.